# Fürst-Otto-Museum

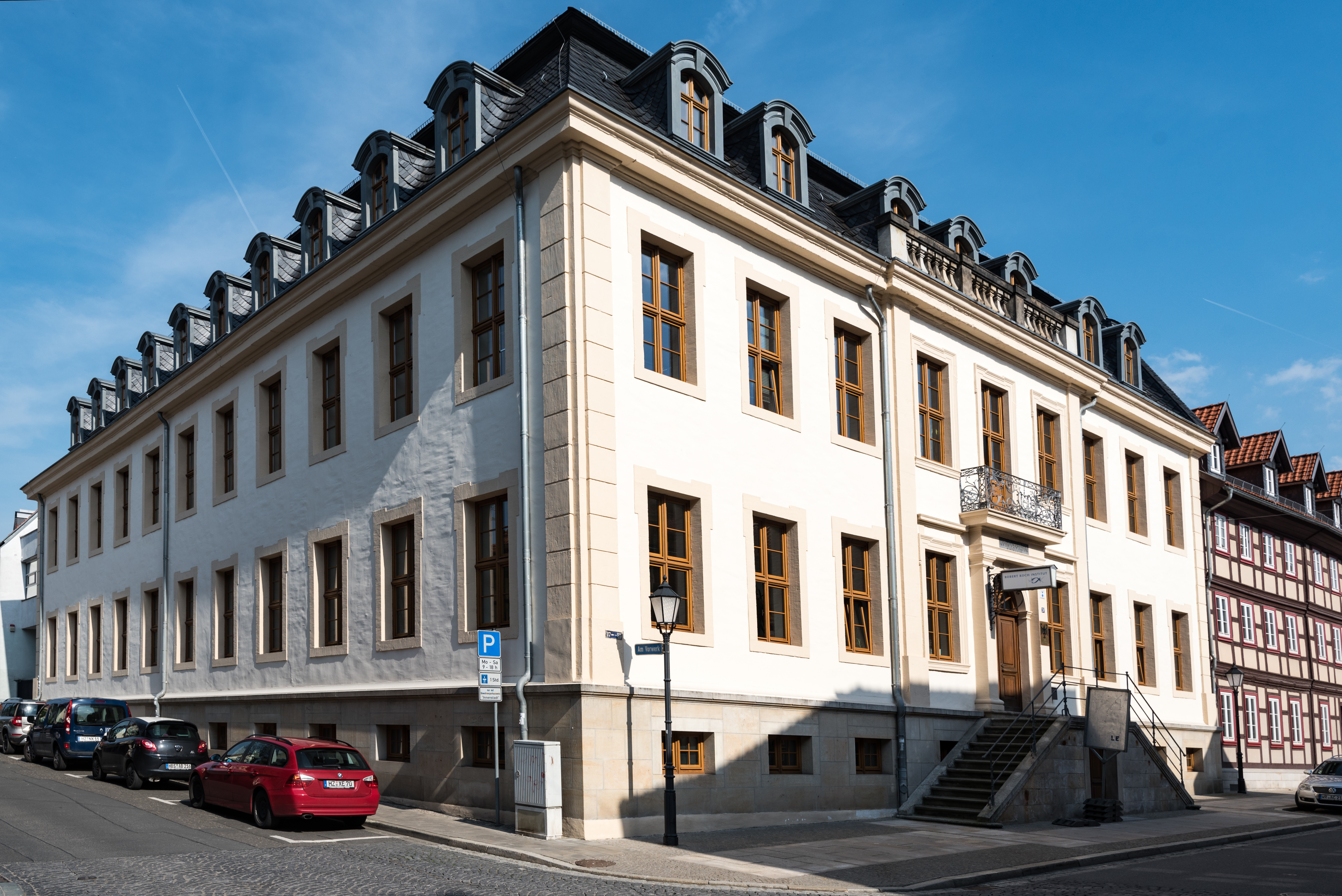
Gebäude des Fürst-Otto-Museums

Das Fürst-Otto-Museum Wernigerode war von 1897 bis 1930 das Heimatmuseum in der Stadt Wernigerode im Harz. Teile von dessen Beständen, unter anderem den Bergbau im Harz betreffend, gingen in die Sammlung des heutigen Harzmuseums Wernigerode über. Das Gebäude wird heute vom Robert Koch-Institut genutzt.

## Ausstellung
Das Fürst-Otto-Museum verfügte im Haus über fünf Ausstellungsräume, die restlichen Wohnungen waren vermietet. Die Ausstellung unterteilte sich in einen naturwissenschaftlichen Bereich, einen Bereich, der die Fürsten zu Stolberg-Wernigerode mit deren bekanntesten Vertreter, Fürst Otto zu Stolberg-Wernigerode betraf und einen, der sich mit der Stadtgeschichte von Wernigerode beschäftigte.
Im naturwissenschaftlichen Bereich wurde anhand von Fossilien, Mineralien und Gesteinen die Erdgeschichte im Harz chronologisch dargestellt. Auch der historische Bergbau in Wernigerode und Umgebung wurde dabei thematisiert. Eine ornithologische Sammlung informierte über Vogelarten im Harz. Ein Raum bestand aus fast 100 kunstvollen gusseisernen Ofenplatten, die größtenteils in Ilsenburg hergestellt wurden.
Die Ausstellung thematisierte außerdem die Geschichte von Stadt und Grafschaft Wernigerode und des über diese regierenden Fürsten- und Grafenhauses Stolberg-Wernigerode.

## Geschichte
Das Fürst-Otto-Museum befand sich seit dem 31. Juli 1897 im fürstlichen Haus auf der Burgstraße 37 in Wernigerode, dem heutigen Robert Koch-Institut. Nachdem die an dieser Stelle befindlichen zweistöckigen Fachwerkhäuser beim Stadtbrand am 30. Juni 1751 abgebrannt waren, wurde dieser stattliche Steinbau im Barockstil innerhalb von drei Jahren vollständig neu und bedeutend fester wiederaufgebaut – vgl. Inschrift über der Eingangstür aus dem Jahre 1754. Bekanntester Bewohner des Gebäudes war der als Dichter bekanntgewordene Kriegs- und Domänenrat Leopold Friedrich Günther von Göckingk, der hier bis 1793 wohnte. Später wurde das Gebäude bis 1876 u. a. als Sitz der gräflichen Regierung genutzt.
Noch zu Lebzeiten des 1896 verstorbenen Fürsten Otto zu Stolberg-Wernigerode besichtigten der wissenschaftliche Hilfslehrer Friedrich Bühring, Baurat Eduard Messow und der Wernigeröder Apotheker Wockowitz einen für die Einrichtung eines Heimatmuseums in Aussicht genommenen Raum dieses früheren Regierungsgebäudes und befanden diesen für gut. 1895 wurden durch den Archäologen Paul Höfer und dem nunmehrigen Gymnasiallehrer Bühring weitere Vorschläge für Raumnutzungen gemacht und von Fürst Otto bestätigt. Somit war der Weg frei für die Gründung eines Museums, dessen Grundstock u. a. die Sammlung des früheren Dompredigers Augustin aus Halberstadt und Teile der Sammlungen des 1881 verstorbenen Grafen Botho zu Stolberg-Wernigerode bildeten. Einen wesentlichen Teil der Ausstellungsstücke stiftete 1897 nach dem Tod seines Vaters Fürst Christian-Ernst zu Stolberg-Wernigerode mit der Bedingung, dass das Museum fortan den Namen Fürst-Otto-Museum führen sollte. Die wissenschaftliche Bearbeitung der Sammlungen wurde in die Hände von Paul Höfer und Oberlehrer Bühring gelegt. Nach dem Tod dieser beiden Gründungsväter des Museums war das Fürst-Otto-Museum mindestens fünf Jahre ohne wissenschaftliche Leitung. Die Fürstliche Kammer übernahm in der Zeit des Ersten Weltkrieges daraufhin die Museumsverwaltung und begann etwa 1924 mit einer Umgestaltung der Sammlung. Als Ende der 1920er Jahre Schloss Wernigerode als Museum eröffnet wurde, bedeutete dies 1930 das endgültige Aus des Fürst-Otto-Museums.